# دم چنار عزیزی
دم‌چنار عزیزی روستایی است در دهستان چنار، در بخش کبگیان شهرستان دنا در استان کهگیلویه و بویراحمد ایران.
روستای دم چنار عزیزی با حدود ۴۰۰ نفر جمعیت در فاصله ۵۵ کیلومتری جنوب غربی یاسوج مرکز کهگیلویه و بویراحمد واقع است و از مهمترین روستاهای اطراف آن می‌توان به سهرون و زنگوا اشاره کرد.
این روستا براساس سرشماری مرکز آمار ایران در سال ۱۳۸۵، ۴۸ نفر (۱۱ خانوار) جمعیت داشت.

## قلعه عزیزی
قلعه عزیزی جزء قلعه‌ها، بناها و آثار مهم تاریخی و باستانی به جا مانده از دوره قاجاریه و اوایل دوره پهلوی در شهرستان بویراحمد است. این اثر باستانی در فهرست آثار ملی ثبت شده و بر روی تپه‌ای در روستای دم‌چنار عزیزی قرار دارد.
این قلعه در ۲ طبقه در ابعاد ۲۱ در ۱۳ متر با مصالح قلوه‌سنگ و ملات گچ و کاربری مسکونی و دفاعی ساخته شده و مساحت آن نیز ۲۷۳ متر مربع است.